# NGC 1435
瑪亞的星雲 (也稱為坦普爾的星雲或NGC 1435)是一個彌漫的反射星雲，可能是一個超新星殘骸。它環繞在M45的昴宿五周圍，在1859年10月19日被德國天文學家威廉·坦普爾發現。約翰·赫歇爾在他的星雲和星團新總表（NGC）中描述這個星雲與昴宿五比較顯得非常黯淡，大小如同滿月。
瑪亞的星雲視星等為13等，完全是被深埋在其中的昴宿五照亮的。它有一個明亮的節點 － IC 349，在昴宿五的附近，寬度大約半弧分。由於散佈在雲氣中的塵埃是細小的碳粒，因此在照片中呈現藍色。雖然曾經一度認為昴宿星團是從這一團雲氣中形成的，但現在知道昴宿星團只是正巧與這團雲氣遭遇到。
一個小而均勻的雲氣在1890被艾德華·愛默生·巴納德在昴宿五的附近被發現。它的本質雖然非常明亮，但幾乎完全被昴宿五的光輝遮蔽掉。

## 外部連結

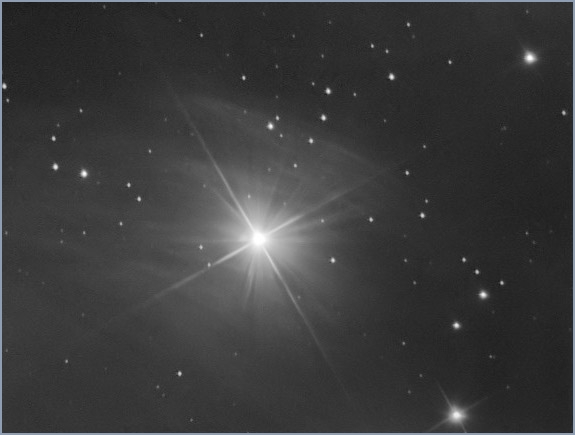
包圍著昴宿五的瑪亞的星雲

- APOD: Reflection Nebula NGC 1435（页面存档备份，存于）
- Seds NGC 1435 page

| 天文學目錄  | 天文學目錄                                           | 天文學目錄 |
| ----------- | ---------------------------------------------------- | ---------- |
| NGC天體表： | NGC 1433 - NGC 1434 - NGC 1435 - NGC 1436 - NGC 1437 |            |